# Usolsky (huyện của Perm)
Huyện Usolsky (tiếng Nga: ? райо́н) là một huyện hành chính tự quản (raion), của Vùng Perm, Nga. Huyện có diện tích 4549 km², dân số thời điểm ngày 1 tháng 1 năm 2000 là 14000 người. Trung tâm của huyện đóng ở Usol'e.